# Xulépovo
Xulépovo (en rus: Шулепово) és un poble de l'óblast d'Arkhànguelsk, a Rússia, segons el cens del 2012 no tenia cap habitant.